# Авъл Постумий Албин Региленсис
Вижте пояснителната страница за други личности с името Авъл Постумий Албин Региленсис.
Авъл Постумий Албин Региленсис (на латински: Aulus Postumius Albinus Regillensis) e политик на Римската република през началото на 4 век пр.н.е. Произлиза от патрицииската фамилия Постумии.
Той постъпва като доброволец в армията през 397 пр.н.е. против Тарквиния заедно с Луций Юлий Вописки Юл и става консулски военен трибун. През 366 пр.н.е. той е номиниран за цензор.